# Traunsteiner Viadukt
Der Traunsteiner Viadukt ist eine 105 Meter lange und 25 Meter hohe Eisenbahnbrücke der Bahnstrecke Rosenheim–Salzburg mit vier Pfeilern, zwei Widerlagern und fünf halbkreisförmigen Gewölbebogen über die Traun. Er ist damit die höchste Brücke der Bayerischen Maximiliansbahn und gilt als Wahrzeichen Traunsteins.

## Bau
Bereits 1854 begannen die Planungen für den Bau der Strecke. Im Januar 1858 begannen die Arbeiten im Bereich der Königlichen Eisenbahnbausektion Traunstein. Der Viadukt ist ein Bruchsteinmauerwerk aus Nagelfluh. Dieser wurde hauptsächlich in einem Steinbruch im nahegelegenen Veitsgraben abgebaut. Insgesamt wurden davon 9500 Kubikmeter verbaut. Die Hohlräume der Gewölbebogen wurden mit Schlackenbeton gefüllt. Auch Grauwacke wurde verwendet. Für die Herstellung der Fundamente der Pfeiler wurden insgesamt 420 Holzpfähle in den Boden eingerammt. Bei den zwei Wasserpfeilern fünf Meter, bei den zwei Trockenpfeilern vier Meter tief.
Um den Bau zu erleichtern, wurde die Brücke zunächst rund 100 Meter östlich der Traun auf dem Trockenen errichtet. Nach der Fertigstellung wurde das Flussbett dann so umgeleitet, dass die Traun nun unter der neuen Brücke hindurchfloss. Danach schüttete man die riesigen Zufahrtsdämme auf beiden Seiten auf.
Am Bau des Viadukts arbeiteten mehrere hundert Arbeiter, welche hauptsächlich aus Österreich und Italien kamen. Die Arbeiten erwiesen sich als schwierig und gefährlich; es gab etliche Verletzte und mehrere Tote. Alleine innerhalb eines Jahres mussten 804 Bauarbeiter im Traunsteiner Krankenhaus stationär behandeln werden. Zehn Menschen fanden bei den Arbeiten den Tod.

## Geschichte
Am 12. August 1860 erfolgte die feierliche Eröffnung des Abschnitts Traunstein–Salzburg durch den Königszug mit König Maximilian II. von Bayern und Kaiser Franz Josef von Österreich.
Der Viadukt wurde zum beliebten Motiv von Künstlern. Vor allem während des großen Durchbruchs der Ansichtskarten um die Jahrhundertwende wurde die Brücke im Vordergrund zahlreicher Stadtansichten abgebildet.
Während des Zweiten Weltkriegs versuchten die Alliierten bei den Luftangriffen auf die Stadt auch den Viadukt zu treffen, verfehlten diesen jedoch knapp. Nur wenige Tage später, kurz vor der Besetzung Traunsteins durch die Amerikaner war eine Pioniereinheit der Wehrmacht im Begriff, die Brücke zu sprengen. Dies konnte durch einige Traunsteiner Bürger verhindert werden, wodurch sie womöglich ihr Leben riskierten.
Sanierungen des Viadukts erfolgten 1959 und 2014. Letztere kostete rund elf Millionen Euro. Dabei wurde die Abdichtung und der Überbau erneuert.

## Nutzung
Unter dem Viadukt führt links der Traun die Straße Brunner Anlage und rechts der Traun die Kammerer Straße (Kreisstraße TS1) hindurch. Auf der Nordseite des Bauwerks ist ein Fußgängersteg angebracht, der die beiden Straßen miteinander verbindet.
Über die Brücke führt die Bahnstrecke Rosenheim–Salzburg. Die Züge der Bahnstrecke Traunstein–Waging fahren ebenfalls über die Brücke und zweigen in Hufschlag von der Hauptstrecke ab.
Neben der Traun fließt auch der Traunsteiner Mühlbach unterirdisch unter dem Viadukt durch.

## Baudenkmal
Die Brücke ist ein Baudenkmal und unter der Aktennummer D-1-89-155-20 in der Bayerischen Denkmalliste des Bayerischen Landesamt für Denkmalpflege vermerkt.